# Ezhudesam
Ezhudesam è una suddivisione dell'India, classificata come town panchayat, di 18.652 abitanti, situata nel distretto di Kanyakumari, nello stato federato del Tamil Nadu. In base al numero di abitanti la città rientra nella classe IV (da 10.000 a 19.999 persone).

## Geografia fisica
La città è situata a 08° 16' 55 N e 77° 09' 04 E.

## Società

### Evoluzione demografica
Al censimento del 2001 la popolazione di Ezhudesam assommava a 18.652 persone, delle quali 9.401 maschi e 9.251 femmine. I bambini di età inferiore o uguale ai sei anni assommavano a 1.954, dei quali 1.021 maschi e 933 femmine. Infine, coloro che erano in grado di saper almeno leggere e scrivere erano 14.934, dei quali 7.823 maschi e 7.111 femmine.